# Estanc Vell (Seva)
Estanc Vell és una casa de Seva (Osona) inclosa a l'Inventari del Patrimoni Arquitectònic de Catalunya.

## Descripció
Dita casa està disposada seguint l'angle que forma el carrer de la Rocada. És un edifici de mitjanes dimensions amb teulada a dues vessants i desaigua a la façana principal.
La façana principal està arrebossada amb un color gris contrastant amb les obertures rectangulars en marcades amb esgrafiats de color blanc i motius vegetals. Dita façana presenta una disposició força harmònica.